# Relatieve vluchtigheid

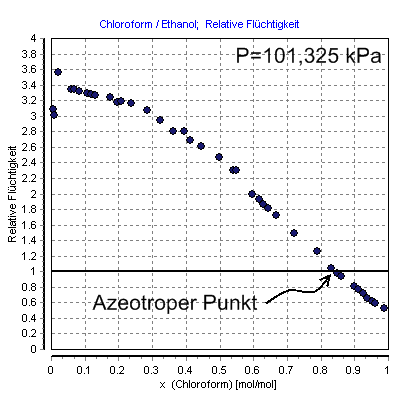
Relatieve vluchtigheid van het mengsel chloroform-ethanol bij atmosferische druk, in functie van de concentratie chloroform in de vloeistoffase. Deze stoffen vormen een azeotroop bij ongeveer 84 molprocent chloroform.

De relatieve vluchtigheid beschrijft de verhouding van de vluchtigheden van twee stoffen in een damp/vloeistofmengsel waarvan de damp in evenwicht is met de vloeistof.

## Definitie
De relatieve vluchtigheid α van een mengsel van twee componenten 1 en 2, waarbij 1 de meest vluchtige (met het laagste kookpunt) is, wordt gedefinieerd als:
{\displaystyle \alpha :={\frac {y_{1}/x_{1}}{y_{2}/x_{2}}}={\frac {K_{1}}{K_{2}}}}
x: de concentratie (molfractie) van de componenten in de vloeistof
y: de concentratie van de componenten in de dampfase in evenwicht met de vloeistoffase
{\displaystyle K={\frac {y}{x}}}, de verhouding van de molfracties van een component in de dampfase en in de vloeistoffase.
De meest vluchtige component heeft een relatief hogere concentratie in de dampfase dan de minst vluchtige, zodat de relatieve vluchtigheid groter is dan 1. Wanneer de stoffen echter een azeotroop vormen is de relatieve vluchtigheid gelijk aan 1; de dampfase heeft dan dezelfde samenstelling als de vloeistoffase. Voorbij de azeotroop kan de relatieve vluchtigheid kleiner zijn dan 1.

## Betekenis
De relatieve vluchtigheid geeft een aanduiding van de moeilijkheid waarmee de componenten van het mengsel te scheiden zijn met een scheidingstechniek op basis van hun verschil in vluchtigheid, in het bijzonder destillatie. Hoe lager de relatieve vluchtigheid, hoe dichter de vluchtigheden van beide stoffen bijeen liggen en hoe moeilijker het wordt om ze te scheiden door destillatie: men zal hoge destillatiekolommen met veel platen nodig hebben om een gewenste scheiding te bekomen. Bij een azeotroop kan men de gewone destillatie niet meer gebruiken; dan moet men bv. een derde stof (de entrainer) toevoegen om de azeotroop te "breken". Dat doet men ook in extractieve destillatie om de relatieve vluchtigheid te verhogen van een mengsel dat een relatieve vluchtigheid heeft die dicht bij 1 ligt. Die derde stof moet naderhand weer gerecupereerd worden wat het proces complexer maakt.

## Voorbeeld[1]
In een damp-vloeistofmengsel van een waterige oplossing van mierenzuur en azijnzuur in evenwicht zijn de concentraties van mierenzuur 31,9% in de dampfase en 30,6% in de vloeistoffase, en de concentraties van azijnzuur 27,7% in de dampfase en 30,6% in de vloeistoffase. De relatieve vluchtigheid van mierenzuur en azijnzuur is dus (31,9/30,6)/(27,7/30,6) = 1,15.